# Liste des commanderies templières dans la Basilicate
Cette liste recense les anciennes commanderies et maisons de l'Ordre du Temple dans la Basilicate (Italie).

Blason de la Basilicate

## Histoire et faits marquants
La Basilicate correspond en partie à l'ancien thème de Lucanie qui a disparu à la suite de sa conquête par les Normands en 1059, la fondation de l'ordre du Temple et celle du royaume de Sicile se suivant de très près au siècle suivant (1129/1130). Melfi deviendra l'un des sièges du pouvoir royal pendant le règne de Frédéric II du Saint-Empire au XIIIe siècle puis partie intégrante du royaume de Naples. 
L'histoire des templiers dans cette région est peu documentée et il est difficile de définir avec précision l'importance de leurs différents établissements.
On sait cependant qu'ils possédaient de nombreux biens dans le nord de cette région comme l'atteste un manuscrit conservé à la bibliothèque nationale de Naples, et que les biens qu'ils y possédaient faisaient partie de la province templière dite des Pouilles.
Un précepteur de la maison du Temple de Melfi est attesté en 1201, mais cette maison semble avoir perdu de l'importance au profit de la commanderie de Barletta dans les Pouilles, et l'influence des templiers dans ce secteur fut mise à mal à la suite de la confiscation de leurs biens par Frédéric II en 1229, et à la promulgation des constitutions de Melfi. L'administration du royaume fut alors séparée sous forme de « Giustizierato » dont celui de la Basilicate. L'élection en 1226 de l'évêque de Lavello, Riccardo qui était templier, montre l'étendue de leur pouvoir avant ces événements. Frédéric II fut contraint de restituer leurs biens aux templiers, et l'historien Alain Demurger pense que leurs relations avec l'empereur étaient moins conflictuelles que ce que rapporte la chronique d'Ernoul. Il s'appuie notamment sur le fait que Frédéric II avait confié l'administration de ses châteaux en Calabre à un frère hospitalier Roger, et à un templier Burellus, au moment de partir pour la croisade. Ce n'est qu'à la suite de la deuxième excommunication de Frédéric II en 1239 que les templiers se voient confisquer de nombreux biens, mais là encore Frédéric II reviendra sur sa décision alors qu'il est sur le point de mourir (1250),.
Au moment du procès de l'ordre du Temple, seul un précepteur de la maison de Picciano est mentionné, mais l'inventaire des biens de l'ordre de Saint-Jean de Jérusalem effectué en 1373 livre quelques indications sur ceux qui ont été dévolus à cet ordre militaire, à la suite de la disparition des templiers. Celui effectué dans le royaume de Naples au cours de ce même procès mentionne clairement les possessions de la commanderie de Barletta dans la Basilicate dont Forenza, Melfi et Venosa.

## Possessions templières
* château ⇒ CH, baillie (Commanderie principale) ⇒ B, Commanderie ⇒ C, Hospice ⇒ H,
 Maison du Temple aux ordres d'un précepteur ⇒ M,  = Église (rang inconnu)
| Rang | Etablissement                 | Ville actuelle (ou à proximité) | Observations | Début présence templière |
| ---- | ----------------------------- | ------------------------------- | --- | ------------------------ |
| M    | Lavello                       | Lavello                         | Une ferme et des terres dépendaient de cette maison |                          |
| C    | Alibrando di Melfi            | Melfi                           | Domus Templi Melfie Maison, vignes et châtaigneraies attestées dans un document conservé à la bibliothèque nationale de Naples ,                                          |                          |
| C    | Picciano                      | Gravina in Puglia / Matera      | Unique précepteur mentionné dans les pièces du procès de l'ordre du Temple,                                                                                               | ?                        |
|      | Santa Maria Mater Domini      | Matera                          | L'église Santa Maria Mater Domini fut construite par les hospitaliers en 1680 à l'emplacement de l'ancienne église des templiers, dite du « Saint-Esprit »                |                          |
| ?    | Santa Maria del Sepolcro (it) | Potenza                         | construction templière à la demande du Comte de Santasofia de retour de la Troisième croisade à confirmer                                                                 | ?                        |
| M    | San Martino de Pauperibus     | Forenza / Maschito              | Village disparu qui se trouvait dans la Vallée de San Martino XIIIe siècle,                                                                                               | ap. 1266                 |
| M    | Venosa                        | Venosa                          | possessions: un palais d'origine byzantine sur la place principale, la paroisse de Santa Barbara, des terres et des vignes dans les vallées de San Biagio et de Frussa... |                          |

| Localisation dans la Basilicate (Liens vers les articles correspondants)                                             |
| --- |
| \| Calabre Pouilles Campanie Lavello Melfi Picciano S. Maria · (Matera) S. Maria · del Sepolcro S. Martino Venosa \| |
| Calabre Pouilles Campanie Lavello Melfi Picciano S. Maria · (Matera) S. Maria · del Sepolcro S. Martino Venosa       |

### Possessions douteuses ou à confirmer
Ci-dessous une liste de biens pour lesquels l'appartenance aux templiers n'est pas étayée par des preuves historiques:
Un auteur italien évoque l'hypothèse qu'Hugues de Payns, fondateur de l'ordre soit originaire de la ville de Forenza et non pas de Payns, thèse pourtant soutenue par les historiens spécialistes de l'ordre du Temple.
La plupart de ces lieux sont en relation avec cette hypothèse.
- « Castel Lagopesole » (it), hameau d'Avigliano
- Cathédrale d'Acerenza
- La ville de Castelmezzano dont l'église Sainte-Marie de L'Orme (Santa Maria dell'Olmo)
- L'église Saint-Vito de Maratea
- Vaglio Basilicata, site archéologique de Serra di Vaglio